# Ісакович Рахіль Семенівна
Рахіль Семенівна Ісакович (уроджена Мангубі; 1866, Одеса — бл. 1930) — караїмська громадська діячка, зробила вагомий внесок у розвиток благодійності та жіночої караїмської освіти в Одесі.

## Життєпис
Народилася в Одесі в караїмській сім'ї. Здобула освіту в Одеській жіночій казенній гімназії. Головною метою її діяльності було піклування про бідних караїмів та інших малозабезпечених земляків, без відмінностей віросповідання і національності. Також багато часу і коштів Р. С. Ісакович приділяла потребам народної освіти, допомагаючи дітям бідних батьків. Завдяки збору добровільних пожертвувань і доходів з благодійних вечорів, нею спільно з педагогами Е. З. Каплановской і А. М. Телал в 1903 році вдалося відкрити школу для дівчаток. У 1906 році, отримавши високу для навчального закладу репутацію, школа ця за пропозицією Р. С. Ісакович була об'єднана з громадським училищем для хлопчиків, отримавши статус училища для дітей обох статей. Крім безпосередніх турбот про училище, Р. С. Ісакович брала участь у долі кожного вихованця: на зібрані нею кошти учні могли продовжити своє навчання в інших навчальних закладах (професійних школах, гімназіях, акушерських курсах тощо); постачала учнів необхідними навчальними посібниками; влаштовувала випускників на службу в різні установи.
За її безпосередньої участі засновані «Одеське караїмське благодійне товариство» і «жіночий гурток допомоги бідним дівчаткам» при Одеській караїмській громаді, який у 1907 році перетворений в «Одеське жіноче караїмське благодійне товариство». Метою товариства було «надання бідним караїмським дівчатам міста Одеси коштів для отримання освіти та професійно-ремісничих знань»: визначення караїмок у професійні школи й майстерні, постачання книгами, взуттям, сприяння позашкільній освіті та ін. Р. С. Ісакович очолювала товариство аж до його скасування в 1920 році. За свою діяльність у 1907 році представлена одеським караїмським товариством до золотої медалі на Станіславській стрічці для носіння на грудях. У 1914 році ініціювала створення «Комітету караїмського дамського товариства з надання допомоги сім'ям поранених воїнів», ставши його головою.

## «Караїмська кімната»
У 1893 році Р. С. Ісакович вперше зробила спробу організації караїмської етнографічної експозиції. В рамках виставки Кримсько-Кавказького гірського клубу, що проходила в Одесі, нею представлена «Караїмська кімната», що складається з предметів старовини, зібраних серед одеських караїмів. Свою допомогу і підтримку у відкритті експозиції надав професор С. І. Іловайський, товариш (заступник) голови правління клубу, який написав невелику довідкову статтю про виставку і зроблено опис 42-х експонатів. Сама колекція речей до наших днів не збереглася. З нагоди виставки чоловіком Р. С. Ісакович, С. І. Ісаковичем, випущена Брошура під назвою «Два слова про караїмів», що містить короткі відомості з караїмської етнографії та опис виставлених експонатів. Таким чином «Караїмська кімната» вперше розповіла Одеській громадськості про побут і звичаї караїмів.